# Gemistá
La gemistá (en griego γεμιστά) es un plato de la cocina griega consistente en tomates y pimientos rellenos de arroz y especias, y cocidos en el horno. A veces también se hace con berenjena o calabacín. Suele servirse con una guarnición de patatas fritas. Solía hacerse en verano, cuando se disponía de verduras frescas, y puede comerse caliente o bien frío como un meze o aperitivo. Hay también variantes con carne picada, queso o tocino, y otras recetas incluyen piñones y pasas en el relleno. En Creta era costumbre comerlo relleno de bulgur (en griego πλιγούρι, pliguri), un tipo de pasta de trigo parecido al cuscús. Esta clase de rellenos también son comunes en otros países de Oriente Medio como Turquía, Líbano, etcétera, donde se los denomina con el término genérico dolma.